# لوکاس دیاز
لوکاس دیاز (انگلیسی: Lucas Díaz؛ زادهٔ ۱۰ مهٔ ۱۹۹۶) بازیکن فوتبال اهل اسپانیا است.
از باشگاه‌هایی که در آن بازی کرده‌است می‌توان به باشگاه فوتبال کامپوستلا اشاره کرد.